# Fancy You
Fancy You là EP thứ bảy của nhóm nhạc nữ Hàn Quốc Twice. Album được JYP Entertainment phát hành vào ngày 22 tháng 4 năm 2019 cùng đĩa đơn "Fancy". Nhóm cũng phát động chuyến lưu diễn để quảng bá cho EP. EP được phát hành sau EP hồi cuối năm 2018 của nhóm là Yes Or Yes. Với EP này, Twice đã trở thành nhóm nhạc nữ bán chạy nhất Hàn Quốc, vượt qua tổng doanh số album của cả Girls' Generation và S.E.S..

## Quảng bá
Nhóm đã thông báo về EP thông qua Twitter vào ngày 7 tháng 4. Twice xuất hiện trong chương trình Idol Room đặc biệt gồm hai tập của đài JTBC vào ngày 23 và 30 tháng 4. Chuyến lưu diễn vòng quanh thế giới của họ sẽ bắt đầu vào tháng 5 năm 2019 và sẽ đến Seoul, Bangkok, Singapore, Los Angeles và Manila, cùng với các thành phố khác.

## Danh sách bài hát
Thông tin từ trang web chính thức của nhóm.
| STT              | Nhan đề            | Phổ lời                      | Phổ nhạc                                                                   | Biên soạn                                     | Thời lượng |
| ---------------- | ------------------ | ---------------------------- | -------------------------------------------------------------------------- | --------------------------------------------- | ---------- |
| 1.               | "Fancy"            | Black Eyed Pilseung Jeon Gun | Black Eyed Pilseung Jeon Gun                                               | Rado                                          | 3:35       |
| 2.               | "Stuck in My Head" | Lee Seu-ran                  | Matthew Tishler Andrew Underberg Philip Bentley                            | Matthew Tishler Andrew Underberg              | 2:58       |
| 3.               | "Girls Like Us"    | Jihyo                        | Uzoechi Emenike Dimitri Tikovoï Maya von Doll Charli XCX                   | MNEK Dimitri Tikovoï Maya von Doll Charli XCX | 2:40       |
| 4.               | "Hot"              | Momo Kang Eun-jeong          | Jonatan Gusmark Ludvig Evers Moa Anna Carlebecker Forsell Josefin Glenmark | Moonshine                                     | 2:59       |
| 5.               | "Turn It Up"       | Sana Earattack               | Earattack Louise Frick Sveen                                               | Earattack Larmook                             | 3:09       |
| 6.               | "Strawberry"       | Chaeyoung Kim Eun-su         | Maestro the Baker Jake Tench Kloe                                          | Maestro the Baker Jake Tench                  | 3:29       |
| Tổng thời lượng: | Tổng thời lượng:   | Tổng thời lượng:             | Tổng thời lượng:                                                           | Tổng thời lượng:                              | 18:50      |

## Bảng xếp hạng
| Bảng xếp hạng (2019)                  | Vị trí cao nhất |
| ------------------------------------- | --------------- |
| Australian Digital Albums (ARIA)      | 22              |
| French Download Albums (SNEP)         | 54              |
| Album Nhật Bản (Oricon)               | 1               |
| Japanese Hot Albums (Billboard Japan) | 11              |
| South Korean Albums (Gaon)            | 2               |
| Spanish Albums (PROMUSICAE)           | 88              |
| UK Independent Albums (OCC)           | 34              |
| Album Hoa Kỳ Digital (Billboard)      | 22              |
| Album Hoa Kỳ Heatseekers (Billboard)  | 4               |
| Album Hoa Kỳ Independent (Billboard)  | 16              |
| Album Hoa Kỳ World (Billboard)        | 4               |

## Chứng nhận
| Quốc gia                                 | Chứng nhận | Số đơn vị/doanh số chứng nhận |
| ---------------------------------------- | ---------- | ----------------------------- |
| Hàn Quốc (Gaon)                          | Bạch kim   | 250,000^                      |
| * Chứng nhận dựa theo doanh số tiêu thụ. |            |                               |